# Argyreia paucinervia
Argyreia paucinervia är en vindeväxtart som beskrevs av V. Ooststr. Argyreia paucinervia ingår i släktet Argyreia och familjen vindeväxter. Inga underarter finns listade i Catalogue of Life.